# Brüllgraben (Möhrenbach)
Der Brüllgraben ist ein etwa sechs Kilometer langer Bach im mittelfränkischen Landkreis Weißenburg-Gunzenhausen, der nach ungefähr nördlichem Lauf beim Treuchtlinger Pfarrdorf Möhren von rechts in den Möhrenbach mündet. Mit dem abschnittsweise nur periodisch wasserführenden linken Unterlauf-Zufluss Schmalzgraben gerechnet, erreichte er sogar eine Länge von etwa acht Kilometern.

## Geographie

### Verlauf
Der Brüllgraben entspringt etwas südwestlich der Einöde Mauthaus von Langenaltheim auf etwa 499 m ü. NHN nahe der B 2 und fließt wenig entfernt von dieser Bundesstraße nordöstlich. Dabei nimmt er schon nach weniger als 200 Metern von links einen dort drei- bis viermal längeren linken Zufluss auf und durchläuft dann zwei Teiche in der Ortskontur von Mauthaus. Wenig abwärts läuft ihm von rechts der Nachtweidegraben zu, der südlich des Pfarrdorfs Büttelbronn entsteht und an seiner Mündung ebenfalls deutlich länger als der Brüllgraben, aber abschnittsweise unbeständig ist.
Sodann unterquert er auf um Nordost schwankendem Kurs die Bundesstraße, durchquert einen Waldriegel und wendet sich nach diesem nach Nordwesten. Wenig vor dem Langenaltheimer Pfarrdorf Rehlingen, das überwiegend rechtsseits liegt, nimmt er den von Osten kommenden Zwerchgraben auf. Etwa einen halben Kilometer nach den letzten Häusern des Dorfes, denen gegenüber auf dem linken Hügel ein Marmorbruch liegt, läuft von links die Talmulde des Schmalzgrabens zu, der allerdings am Unterlauf oft kein Wasser führt. Dann weicht der Brüllgraben kurz vor dem Steinranken nach rechts aus und mündet etwa einen Kilometer nach dem letzten Zufluss und nahe dem Ortsrand des Pfarrdorfes Möhren der Stadt Treuchtlingen von rechts und nach insgesamt etwa nördlichem Lauf auf etwa 425 m ü. NHN in den unteren Möhrenbach.
Der Brüllgraben mündet nach 6,1 km langem Lauf mit mittlerem Sohlgefälle von etwa 12 ‰ rund 74 Höhenmeter unterhalb seiner Quelle bei Mauthaus.

### Einzugsgebiet
Das Einzugsgebiet des Brüllgrabens umfasst 19,8 km². Es liegt in der Frankenalb, naturräumlich gesehen überwiegend im Unterraum Obere Altmühlalb der Altmühlalb und nur ein Randstreifen im Süden im einzigen Unterraum Hienheimer Alb der Donauseitigen Frankenalb (sic!). Dort am Südrand steht auch die mit 572 m ü. NHN höchste Erhebung des Namens Steinbass. Die Region ist verkarstet, wie die wenigen und unbeständigen Wasserläufe sowie einige Trockentäler erkennen lassen. Überwiegend liegt das Gebiet in der Gemeinde Langenaltheim, der kleinere Westrand in der Stadt Treuchtlingen, die beide zum Landkreis Weißenburg-Gunzenhausen gehören. Im Südwesten um den oberen Schmalgraben gehört ein ebenfalls kleiner Gebietsteil zum Stadtgebiet von Monheim im Nachbar-Landkreis Donau-Ries.
Reihum grenzen die Einzugsgebiete der folgenden Nachbargewässer an:
- Im Nordosten zieht der Stegelgraben ebenfalls zum Möhrenbach unterhalb des Brüllgrabens;
- im Südosten fließt der Walzbach nordwärts, versickert im Büttelbronner Tal, sein Abfluss erreicht über den Hungerbach unterhalb des Möhrenbachs die Altmühl;
- den Abfluss jenseits der südlichen Wasserscheide führt die Gailach noch tiefer zur Altmühl;
- im Westen konkurriert der Möhrenbach, der auf diesem Abschnitt von der Wasserscheide her nur einen kleineren Nebenfluss Tränkbach aufnimmt.

### Zuflüsse
Liste der Zuflüsse von der Quelle zur Mündung. Mit Gewässerlänge, Einzugsgebiet und Höhe. Andere Quellen für die Angaben sind vermerkt.
Auswahl.
- Nachtweidegraben, von rechts und Südosten auf etwa 485 m ü. NHN wenig abwärts von Langenaltheim-Mauthaus, ca. 2,1 km und ca. 2,5 km². Entsteht auf etwa 559 m ü. NHN südlich von Langenaltheim-Büttelbronn. Abschnittsweise unbeständig.
Der Brüllgraben selbst bis zu diesem Zufluss ist ab seiner Hauptquelle erst ca. 0,9 km lang, hat jedoch ein ca. 2,8 km² großes Teileinzugsgebiet.
- Zwerchgraben, von rechts und Osten auf etwa 460 m ü. NHN wenig vor Langenaltheim-Rehlingen, ca. 1,2 km und ca. 3,8 km². Entsteht auf etwa 504 m ü. NHN bei Langenaltheim-Neuherberg.
- Schmalzgraben, von links und Südsüdwesten auf etwa 442 m ü. NHN unterhalb von Rehlingen an der Stadtgrenze von Treuchtlingen, ca. 6,9 km und ca. 7,3 km². Entspringt ⊙ auf etwa 542 m ü. NHN südlich von Monheim-Rehau und ist auf seinen ca. 1,7 km etwa ab östlich von Treuchtlingen-Gundelsheim unbeständig.

## Geologie
Das Einzugsgebiet liegt im Weißjura der Frankenalb, der allerdings nur in Mündungsnähe und in einigen Fenstern direkt ansteht, denn größtenteils ist das Gebiet von Bunten Trümmermassen überlagert, die vom Meteoriteneinschlag des Ries-Ereignisses herrühren. Im Südwesten um Rehau und den obersten Lauf des Schmalzgrabens liegt geologisch ebenfalls jüngerer Monheimer Höhensand.

### BayernAtlas („BA“)
Amtliche Online-Gewässerkarte mit passendem Ausschnitt und den hier benutzten Layern: Lauf und Einzugsgebiet des Brüllgrabens
Allgemeiner Einstieg ohne Voreinstellungen und Layer: BayernAtlas der Bayerischen Staatsregierung (Hinweise)
1. 1 2 3  Höhe abgefragt auf dem Hintergrundlayer Amtliche Karte (Rechtsklick).
2. ↑  Höhe nach schwarzer Beschriftung auf dem Hintergrundlayer Amtliche Karte.
3. ↑  Länge abgemessen auf dem Hintergrundlayer Amtliche Karte.
4. ↑  Einzugsgebiet abgemessen auf dem Hintergrundlayer Amtliche Karte.
5. ↑  Geologie nach dem Layer Geologischen Karte 1:500.000.

### Gewässerverzeichnis Bayern („GV“)
1. ↑  Länge nach: Verzeichnis der Bach- und Flussgebiete in Bayern – Flussgebiet Lech bis Naab, Seite 106 des Bayerischen Landesamtes für Umwelt, Stand 2016 (PDF; 2,9 MB) (Seitenzahl kann sich ändern.)
2. ↑  Länge nach: Verzeichnis der Bach- und Flussgebiete in Bayern – Flussgebiet Lech bis Naab, Seite 106 des Bayerischen Landesamtes für Umwelt, Stand 2016 (PDF; 2,9 MB) (Seitenzahl kann sich ändern.)

### Sonstige
1. ↑  Ralph Jätzold: Geographische Landesaufnahme: Die naturräumlichen Einheiten auf Blatt 172 Nördlingen. Bundesanstalt für Landeskunde, Bad Godesberg 1962. → Online-Karte (PDF; 3,9 MB)